# 西部联合旗
西部联合旗，中国旧旗名。
1949年以西阿巴嘎西阿巴哈纳尔联合旗和东阿巴嘎东阿巴哈纳尔西浩济特联合旗合置。治所在今内蒙古自治区阿巴嘎旗罕布音庙。1952年中部联合旗并入。1956年改名阿巴嘎旗。 